# Engine Sentai Go-onger: 10 Years Grand Prix
Engine Sentai Go-Onger: 10 Years Grand Prix (炎神戦隊ゴーオンジャー 10 YEARS GRANDPRIX Enjin Sentai Gōonjā Ten Iyāzu Guran Puri)  là một bộ phim V-Cinema được sản xuất để kỷ niệm 10 năm ra mắt của Engine Sentai Go-Onger.

## Liên kết
Các sự kiện của bộ phim diễn ra vào mười năm sau khi Go-Onger kết thúc. Bộ phim này diễn ra khoảng bảy năm sau tập phim kỉ niệm trong Kaizoku Sentai Gokaiger, Speedor và BearRV đã kết hôn. Bộ ba Gaiark được chứng minh là vẫn đang sở hữu booze mà họ đã lấy trộm từ giỏ sushi của Genta Umemori trong Samurai Sentai Shinkenger vs Go-Onger: GinmakuBang !!, mà trước đây họ đã được giữ lại khi họ xuất hiện trong Gokaiger vs. Gavan, bộ phim này nằm trong sự liên tục của vũ trụ Super Sentai chính nói chung

## Nhân vật

### Go-Ongers
| Go-On Red    | Esumi Sosuke    |
| Go‑On Blue   | Kosaksa Ren     |
| Go‑On Yellow | Royama Saki     |
| Go‑On Green  | Jo Hanto        |
| Go‑On Black  | Ishihara Gunpei |

#### Go-On Wings
| Go‑On Gold   | Suto Hiroto |
| Go‑On Silver | Suto Miu    |

### Allies
- BOMPER
- Soji

### Banki Clan Gaiark
| Kega Yellow | Water Pollution Minister Kegalesia |

- Land Pollution Minister Yogostein
- Air Pollution Minister Kitaneidas

### Eleki Clan Zontark
- Noizoon / Shinichiro Noizumi
- Grayzky / Torao Kurei
- 001

## Diễn viên
- Sosuke Esumi (江角 走輔 Esumi Sōsuke?): Yasuhisa Furuhara (古原 靖久 Furuhara Yasuhisa?)
- Renn Kousaka (香坂 連 Kōsaka Ren?): Shinwa Kataoka (片岡 信和 Kataoka Shinwa?)
- Saki Rouyama (楼山 早輝 Rōyama Saki?): Rina Aizawa (逢沢 りな Aizawa Rina?)
- Hant Jou (城 範人 Jō Hanto?): Masahiro Usui (碓井 将大 Usui Masahiro?)
- Gunpei Ishihara (石原 軍平 Ishihara Gunpei?): Kenji Ebisawa (海老澤 健次 Ebisawa Kenji?)
- Hiroto Sutou (須塔 大翔 Sutō Hiroto?): Hidenori Tokuyama (徳山 秀典 Tokuyama Hidenori?)
- Miu Sutou (須塔 美羽 Sutō Miu?): Yumi Sugimoto (杉本 有美 Sugimoto Yumi?)
- BOMPER (ボンパー Bonpā?, Voice): Akiko Nakagawa (中川 亜紀子 Nakagawa Akiko?)
- Engine Speedor (炎神スピードル Enjin Supīdoru?, Voice): Daisuke Namikawa (浪川 大輔 Namikawa Daisuke?)
- Engine Bus-on (炎神バスオン Enjin Basuon?, Voice): Hisao Egawa (江川 央生 Egawa Hisao?)
- Engine Bearrv (炎神ベアールＶ Enjin Beārubui?, Voice): Miki Inoue (井上 美紀 Inoue Miki?)
- Engine Birca (炎神バルカ Enjin Baruka?, Voice): Sōichirō Hoshi (保志 総一朗 Hoshi Sōichirō?)
- Engine Gunpherd (炎神ガンパード Enjin Ganpādo?, Voice): Kenji Hamada (浜田 賢二 Hamada Kenji?)
- Engine Toripter (炎神トリプター Enjin Toriputā?, Voice): Shizuka Ishikawa (石川 静 Ishikawa Shizuka?)
- Engine Jetras (炎神ジェットラス Enjin Jettorasu?, Voice): Kiyotaka Furushima (古島 清孝 Furushima Kiyotaka?)
- Land Pollution Minister Yogostein (害地大臣ヨゴシュタイン Gaichi Daijin Yogoshutain?, Voice): Kiyoyuki Yanada (梁田 清之 Yanada Kiyoyuki?)
- Water Pollution Minister Kegalesia (害水大臣ケガレシア Gaisui Daijin Kegareshia?): Nao Oikawa (及川 奈央 Oikawa Nao?)
- Air Pollution Minister Kitaneidas (害気大臣キタネイダス Gaiki Daijin Kitaneidasu?, Voice): Mitsuaki Madono (真殿 光昭 Madono Mitsuaki?)
- Shinichiro Noizumi (野泉進一郎 Noizumi Shinichirō?): Satoshi Jinbo (神保 悟志 Jinbo Satoshi?)
- Torao Kurei (暮井虎夫 Kurei Torao?): Yu Kamio (神尾 佑 Kamio Yū?)
- Soji (走児 Sōji?): Rai Takahashi (髙橋 來 Takahashi Rai?)
- Jun (ジュン?): Noel Moriyama (森山 のえる Moriyama Noel?)
- Tsuyoshi (ツヨシ?): Yura Sano (佐野 祐徠 Sano Yūra?)
- Makoto (マコト?): Otoya Asahide (朝日出 響也 Asahide Otoya?)
- Ken (ケン?): Ryu Sekine (関根龍 Sekine Ryū?)
- Young Soji (走児 Sōji?): Ichiya Wasano (和佐野壱哉 Wasano Ichiya?)
- Special Police: Hideaki Kusaka (日下 秀昭 Kusaka Hideaki?)

### Suit Actors
- Go-On Red: Shinsuke Kusano (草野 伸介 Kusano Shinsuke?)
- Go-On Blue: Hirotsugu Mori (森博嗣 Mori Hirotsugu?)
- Go-On Yellow: Ayako Nakai (中井絢子 Nakai Ayako?)
- Go-On Green: Daichi Nobe (野邉 大地 Nobe Daichi?)
- Go-On Black: Yasuhiko Imai (今井 靖彦 Imai Yasuhiko?)
- Go-On Gold: Kotaro Kaji (鍜治 洸太朗 Kaji Kōtarō?)
- Go-On Silver: Natsumi Sano (佐野 夏未 Sano Natsumi?)
- Yogostein: Riichi Seike (清家 利一 Seike Riichi?)
- Kitaneidas: Hideaki Kusaka (日下 秀昭 Kusaka Hideaki?)
- Noizoon: Jiro Okamoto (岡元 次郎 Okamoto Jirō?)
- Grayzky: Keizo Yabe (矢部 敬三 Yabe Keizō?)
- 001: Naoya Iguchi (井口 尚哉 Iguchi Naoya?)

## Souls
- Go-On Red - Engine Soul #1
- Go-On Blue - Engine Soul #2
- Go-On Yellow - Engine Soul #3
- Go-On Green - Engine Soul #4
- Go-On Black - Engine Soul #5
- Go-On Gold - Engine Soul #7
- Go-On Silver - Engine Soul #8

## Nhạc phim
- "Engine First Lap ~Type 10YG Maximum Performance~" (炎神ファーステストラップ~Type 10YG Maximum Performance~?)
  - Artist: Go-Ongers và Kegalesia with Project.R
  - Lyrics: Mike Sugiyama (マイク スギヤマ Maiku Sugiyama?)
  - Composition & Arrangement: Kenichiro Ōishi (大石 憲一郎 Ōishi Ken'ichirō?)
- "Keep"Go-On""
  - Artist, Lyrics & Composition: Hideyuki Takahashi (高橋 秀幸 Takahashi Hideyuki?) (Project.R)
  - Arrangement: Morihiro Suzuki (鈴木 盛広 Suzuki Morihiro?)